# ميشيل سادلين
ميشيل سادلين (من مواليد 1960) هو مهندس وراثي ومعالج خلايا في جامعة كولومبيا في نيويورك. وهو مدير مبادرة كولومبيا في هندسة الخلايا والعلاج (CICET).  يشغل منصب مدير مبادرة علاج الخلايا السرطانية في مركز إيرفينج الطبي التابع لجامعة كولومبيا في مركز هربرت إيرفينج الشامل للسرطان . كان ساديلين في السابق رئيسًا لمؤسسة ستيف وباربرا فريدمان، والمدير المؤسس لمركز هندسة الخلايا، ورئيس مختبر نقل الجينات والتعبير الجيني في مركز ميموريال سلون كيترينج للسرطان .  اشتهر بمساهماته الرئيسية في هندسة الخلايا التائية وعلاج مستقبلات المستضد الكيمري (CAR) ، وهو علاج مناعي يعتمد على الهندسة الوراثية للخلايا التائية الخاصة بالمريض لعلاج السرطان. الدكتور سادليين هو عضو منتخب في الأكاديمية الوطنية للطب في فرنسا والأكاديمية الأمريكية للفنون والعلوم . 

## التعليم والمهنة
وُلِد سادليين عام 1960 في باريس، فرنسا،  حيث حصل على درجة الدكتوراه في الطب من جامعة باريس ، فرنسا، عام 1984.  بعد حصوله على درجة الدكتوراه في علم المناعة من جامعة ألبرتا في إدمونتون، كندا، في عام 1989
ولد ميشيل ويليام جيفري سادلين في باريس، فرنسا، في 21 أبريل 1960. حصل على شهادة البكالوريوس في الرياضيات من فرنسا، وشهادة الطب من جامعة باريس عام 1984، حيث تدرب مع البروفيسور غابرييل ريتشيت. واصل تدريبه في علم المناعة بجامعة ألبرتا (إدمونتون، كندا) مع الدكتور توماس ويجمان، وأجرى أبحاث مابعد الدكتوراة في معهد وايتهيد للأبحاث الطبية الحيوية في معهد ماساتشوستس للتكنولوجيا (كيمبريدج، ماساتشوستس) تحت إشراف الدكتور ريتشارد موليجان (1989-1994). في عام 1994، بدأ الدكتور سادلين عمله في مركز ميموريال سلون كيترينج للسرطان، حيث أسس مركزا لهندسة الخلايا عام 2007 في ولاية نيويورك الأمريكية.
تركزت أبحاث الدكتور سادلين على هندسة الخلايا الجذعية وخلايا T بهدف تطوير علاجات آمنة وفعالة للأمراض الوراثية الخطيرة واضطرابات الدم والسرطان. ابتكر مختبره مستقبلات تستهدف المستضدات أطلق عليها اسم “مستقبلات المستضدات الخيميرية” (CARs)، وحدد CD19  كهدف علاجي مثالي، حيث قدم أول دليل تجريبي على أن خلايا T  البشرية يمكن هندستها لاستهداف +CD19 الأورام الليمفاوية وسرطان الدم بشكل فعال في الفئران (Brentjens et al, 2003). حصل مختبره على أول موافقة من إدارة الغذاء والدواء الأمريكية (FDA) لتجربة العلاج باستخدام CD19 CAR  في الولايات المتحدة الأمريكية. وفي عام 2013، كان فريقه أول من أبلغ عن استجابات فعالة لعلاج CD19 CAR  لدى البالغين الذين يعانون من انتكاس ومقاومة في ابيضاض الدم الليمفاوي الحاد (ALL)، مما أدى إلى العيش لفترة أطول. اعتمدت إدارة الغذاء والدواء الأمريكية علاجاتCAR  عام 2017. وقد مهد علاج CD19 CAR  الطريق لصناعة ناشئة للعلاج بالخلايا عالميا، وتطوير علاجات أخرى تعتمد على الخلايا والطب التجديدي.
أنجز الدكتور ميشيل سادلين أكثر من 280 بحثًا علميًا.  وقد أدت أبحاثه إلى ابتكار أكثر من 60 براءة اختراع. شغل عدة مناصب منها عضو لجنة استشارات الحمض النووي معاد التركيب التابعة للمعهد الوطني للصحة، ورئيس الجمعية الأمريكية للعلاج الجيني والخلايا، وزميل منتخب في الجمعية الأمريكية لأبحاث السرطان.

## جوائز وتكريمات
حصل على العديد من الجوائز ، منها جائزة كولي من معهد أبحاث السرطان للأبحاث المتميزة في علم مناعة الأورام، وجائزة سلطان بن خليفة العالمية للبحث الطبي المبتكر في الثلاسيميا، وجائزة مخترع العام من جمعية نيويورك لحماية الملكية الفكرية، وجائزة باسانو، وجائزة باستور-فايزمان، وجائزة غاباي، وجائزة INSERM  العالمية، وجائزة مؤسسة ARC  ليوبولد غريفويل، وجائزة الإنجاز المتميز من الجمعية الأمريكية للعلاج الجيني والخلايا. كما حصل على لقب Clarivate Citation Laureate  في مجال الفسيولوجيا أو الطب بفضل أبحاثه الرائدة التي طورت علاجات CAR لعلاج السرطان. وفي عام 2024، حصل على جائزة Breakthrough في علوم الحياة وجائزة كندا غايردنر، وفي العام التلي حاز حائزة الملك فيصل العالمية في الطب.
.  